# Sakina Banu Begum
Sakina Banu Begum (? – 25. srpna 1604) byla mughalská princezna a dcera císaře Humajúna.

## Život
Sakina Banu Begum byla dcera mughalského císaře Humajúna a jeho manželky Mah Chuchak Begum. Jejími sourozenci byli Mirza Muhammad Hakim, Farrukh Mirza, Bakht-un-Nissa Begum a Amina Banu Begum.
Sakina byla provdána za Šáha Gáziho Chána, bratrance Nagiba Chána Kazvína, osobního přítele císaře Akbara. Jeho strýc Gází Isa dlouho sloužil jako gází v Íránu, odešel do Indie a byl vzat do služeb císařského dvora. Po jeho smrti v roce 1573 Nakib Chán zaznamenal, že Akbar nechal Sakinu na starost právě jemu. Akbar ji přivedl do jejich rodinného sídla a provdal ji. Takhle se dva z jeho bratranců přiženili do císařské rodiny.
V roce 1578 byla Sakina poslána do Kábulu. Její bratr v tu dobu jednal s Abdulkhairi Uzbekem a Safíovci, kteří jej neměli v lásce a preferovali jako nového vládce spíše jiného tímúrovského potomka, prince Sulejmana Mirzu. Sakina šla Mirzu uklidnit a mezitím provdala svou dceru za Salima Mirzu (budoucího císaře Džáhángíra).
Sakina Banu Begum zemřela zemřela v srpnu roku 1604.